# Zorzines densifasciaria
Zorzines densifasciaria là một loài bướm đêm trong họ Noctuidae.